# تل حاجی‌آباد ۱
تل حاجی‌آباد ۱ مربوط به سده‌های اولیه دوران‌های تاریخی پس از اسلام است و در شهرستان مرودشت، بخش مرکزی، دهستان نقش رستم، جنوب غربی روستای حاجی‌آباد واقع شده و این اثر در تاریخ ۳۰ بهمن ۱۳۸۶ با شمارهٔ ثبت ۲۰۹۱۷ به‌عنوان یکی از آثار ملی ایران به ثبت رسیده است.